# Cameron Carter-Vickers
Cameron Robert Carter-Vickers (Southend-on-Sea, 31 de dezembro de 1997) é um futebolista americano que atua como zagueiro. Atualmente joga pelo Celtic.
Carter-Vickers começou sua carreira nas categorias de base do Tottenham. Ele fez sua estreia na temporada 2016–17. Passou grande parte da sua carreira emprestado aos clubes da EFL Championship, Sheffield United, Ipswich Town, Swansea City, Stoke City, Luton Town e Bournemouth. Depois de vencer a Premiership escocesa e a Copa da Liga Escocesa por empréstimo, ele se juntou em definitivo ao Celtic em 2022.

## Carreira no clube

### Tottenham
Carter-Vickers ingressou nas categorias de base do Tottenham aos 11 anos, tendo chamado a atenção dos olheiros aos 10 anos de idade, jogando nas categorias de base do Catholic United.
Teve um rápido progresso nas categorias de base e, sob o comando do técnico Mauricio Pochettino, foi escalado no time principal contra o Monaco na Liga Europa da UEFA em 10 de dezembro de 2015. Carter-Vickers participou da International Champions Cup de 2016, começando contra a Juventus e o Atlético de Madrid, e recebeu a camisa 38 para a temporada 2016–17. Em 21 de setembro de 2016, ele fez sua estreia no time principal na terceira rodada da Copa da Liga Inglesa contra o Gillingham, na qual o Spurs venceu por 5–0. Ele também jogou na próxima rodada contra o Liverpool, partida que o Spurs perdeu por 2–1. Ele jogou duas partidas FA Cup em janeiro de 2017, primeiro contra o Aston Villa e depois contra o Wycombe Wanderers.

#### Empréstimos
Carter-Vickers assinou um contrato de empréstimo de uma temporada com o recém-promovido da EFL Championship, Sheffield United em 25 de agosto de 2017. Em sua estreia e seu primeiro jogo na liga na carreira, Carter-Vickers marcou o único gol da partida, uma vitória aos 33 minutos contra o Bolton Wanderers. Depois de jogar 18 partidas pelo Sheffield United e marcar um gol, Carter-Vickers foi chamado de volta do empréstimo e retornou ao Tottenham em 15 de janeiro de 2018.
Em 19 de janeiro de 2018, o Ipswich Town contratou Carter-Vickers por empréstimo até o final da temporada. Ele fez sua estreia pelo Ipswich Town contra o Bolton Wanderers em 20 de janeiro de 2018. Carter-Vickers jogou 17 vezes pelos pela equipe.
Swansea City contratou Carter-Vickers por empréstimo até o final da temporada em 25 de agosto de 2018. No Swansea, ele formou uma parceria ao lado de Mike van der Hoorn como zagueiro após a lesão do Joe Rodon. No total, ele fez 33 partidas em todas as competições pelo Swansea, impressionando em parte por sua habilidade de passe.
Em 8 de agosto de 2019, Carter-Vickers ingressou no Stoke City por empréstimo para a temporada 2019–20. Ele fez 15 aparições antes de retornar aos Spurs em 2 de janeiro de 2020, e, em seguida, foi enviado por empréstimo por seis meses para o Luton Town quatro semanas depois. Devido à extensão da temporada pelo surto de COVID-19, o empréstimo de Carter-Vickers para Luton foi estendido até o final da campanha.
Carter-Vickers juntou-se ao Bournemouth por empréstimo de uma temporada em 16 de outubro de 2020. Ele marcou seu primeiro gol pelo Bournemouth na vitória por 2 a 1 contra o Bristol City em 3 de março de 2021.

#### Retorno ao Tottenham
Em 19 de agosto de 2021, Carter-Vickers fez sua primeira aparição no Tottenham desde 2017, começando com o novo técnico Nuno Espírito Santo na primeira partida do clube na Liga Conferência Europa da UEFA, em uma derrota por 1 a 0 contra o Paços de Ferreira.

### Celtic
Em 31 de agosto de 2021, Carter-Vickers assinou com o Celtic por empréstimo até o final da temporada 2021–22. Ele marcou em sua estreia com um chute desviado de fora da área na vitória por 3 a 0 sobre o Ross County em 13 de setembro. Ele jogou 45 partidas em todas as competições, conquistando a Copa da Liga Escocesa e a Scottish Premiership.
Em 10 de junho de 2022, Carter-Vickers assinou com o Celtic permanentemente, a partir de 1º de julho. A transferência ocorreu em um contrato de quatro anos por uma taxa não revelada, estimada em cerca de £ 6 milhões.

## Carreira internacional

### Categorias de base
No verão de 2014, Carter-Vickers estava jogando pela academia do Tottenham na IMG Cup em Bradenton, Flórida, onde derrotou o time sub-17 dos Estados Unidos por 5–3. Durante o jogo, ele chamou a atenção de treinadores americanos que souberam de sua elegibilidade para um passaporte dos Estados Unidos, já que seu pai é cidadão americano.
Carter-Vickers representou os Estados Unidos pela primeira vez no nível sub-18 em agosto de 2014 e em outubro daquele ano já estava disputando partidas pela seleção sub-23. Ele representou os Estados Unidos na Copa do Mundo FIFA Sub-20 de 2015 e foi titular em vários jogos, apesar de ter apenas 17 anos na época. A equipe foi eliminada pela Sérvia nas quartas de final.
Em setembro de 2016, foi relatado que a federação inglesa havia feito perguntas sobre Carter-Vickers e que os Estados Unidos estavam preparados para colocar o jogador em seu time sênior. Em 10 de outubro de 2016, Carter-Vickers foi o capitão da equipe sub-20 dos Estados Unidos na derrota por 2 a 0 contra a Inglaterra.

### Seleção
Em 6 de novembro de 2016, Carter-Vickers recebeu sua primeira convocação para o time principal dos Estados Unidos. Ele fez sua estreia na seleção principal em 14 de novembro de 2017, em um amistoso como substituto no intervalo em um empate por 1 a 1 fora de casa contra Portugal.
Em maio de 2022, o técnico Gregg Berhalter convocou Carter-Vickers após quase três anos sem ser chamado. Ele foi convocado para a Copa do Mundo FIFA de 2022 em novembro e fez sua estreia na Copa do Mundo em 29 de novembro contra o Irã.

## Vida pessoal
O pai de Carter-Vickers é Howard Carter, um jogador de basquete americano que passou sua carreira profissional na NBA e na Europa e se tornou cidadão francês. Sua mãe inglesa, Geraldine Vickers de Essex, conheceu Carter enquanto ambos trabalhavam na Grécia.

## Títulos
Celtic
- Campeonato Escocês: 2021–22[42], 2022–23,  2023–24 e 2024–25
- Copa da Escócia: 2022–23 e 2023–24
- Copa da Liga Escocesa: 2021–22[43], 2022–23 e 2024–25